# TuS Wermelskirchen
Der TuS Wermelskirchen ist ein Sportverein aus der nordrhein-westfälischen Stadt Wermelskirchen. Er wurde 1907 als Turn- und Spielverein Niederwermelskirchen gegründet. 2009 erfolgte die Umbenennung in Turn- und Spielverein Wermelskirchen 07. Der Verein hat nach eigenen Angaben etwa 950 Mitglieder, denen er die Sportarten Basketball, Handball, Kempō Karate, Nordic Walking, Volleyball und Zumba anbietet.

## Handball
Die Handballer des TuS Wermelskirchen stiegen zur Saison 2008/09 in die Handball-Regionalliga West auf. Am Ende der Saison 2009/10 qualifizierte sich der TuS zur Teilnahme an der neu geschaffenen 3. Liga, in der er bis zum freiwilligen Rückzug 2013 spielte. 2014 stieg die Mannschaft als siegloser Tabellenletzter aus der Handball-Oberliga Niederrhein ab.
In den Spielzeiten 1993/94 (gemeinsam mit der TG Hilgen als HSG Hilgen/Niederwermelskirchen), 2008/09, 2009/10, 2010/11 und 2011/12 nahm der Verein an der Hauptrunde des DHB-Pokals teil. Dabei war das Erreichen der dritten Runde 1993/94, in der man dem Bundesligisten SG Flensburg-Handewitt mit 20:35 unterlag, der größte Erfolg. 
Seit 2018 ist die Handballabteilung im Seniorenbereich in die HSG Bergische Panther integriert. Im Jahre 2020 folgte auch im Jugendbereich der Zusammenschluss. 

### Saisonbilanzen
| Saison                                           | Pl. | Sp. | S  | U | N  | Tore    | Diff. | Punkte |
| ------------------------------------------------ | --- | --- | -- | - | -- | ------- | ----- | ------ |
| Regionalliga West 2008/09                        | 03  | 30  | 19 | 4 | 07 | 998:867 | +131  | 42:18  |
| Regionalliga West 2009/10                        | 03  | 30  | 20 | 4 | 06 | 884:810 | +074  | 44:16  |
| 3. Liga 2010/11                                  | 02  | 30  | 21 | 2 | 07 | 915:818 | +097  | 44:16  |
| 3. Liga 2011/12                                  | 05  | 30  | 17 | 3 | 10 | 874:809 | +065  | 37:23  |
| 3. Liga 2012/13                                  | 16  | 0   | 0  | 0 | 0  | 000:000 | ±000  | 00:00  |
| Oberliga Niederrhein 2013/14                     | 14  | 26  | 0  | 0 | 26 | 595:879 | −284  | 00:52  |
| Niederrhein Verbandsliga Männer Gruppe 2 2014/15 | 10  | 24  | 05 | 4 | 15 | 628:681 | −53   | 14:43  |
| Niederrhein Verbandsliga Männer Gruppe 2 2015/16 | 10  | 26  | 10 | 1 | 15 | 729:780 | −51   | 21:31  |
| Niederrhein Verbandsliga Männer Gruppe 2 2016/17 | 04  | 26  | 17 | 1 | 8  | 745:685 | +60   | 35:17  |

|  | Abstieg |